# Miami Hurricanes football
La squadra di football dei Miami Hurricanes rappresenta l'Università di Miami. Gli Hurricanes competono nella Football Bowl Subdivision (FBS) della National Collegiate Athletics Association (NCAA) e nella Coastal Division della Atlantic Coast Conference (ACC). La squadra è allenata dal 2022 da Mario Cristobal. Dalla sua nascita nel 1926, Miami ha vinto cinque titoli nazionali, ha avuto nelle proprie file due vincitori dell'Heisman Trophy e detiene i record per il maggior numero scelti nel primo giro del Draft NFL in una singola annata e per giocatori scelti al primo giro consecutivamente.

## Titoli nazionali
| Anno                        | Allenatore             | Selettore           | Record | Bowl         |
| --------------------------- | ---------------------- | ------------------- | ------ | ------------ |
| 1983                        | Howard Schnellenberger | AP, Allenatori      | 11–1   | Vinto Orange |
| 1987                        | Jimmy Johnson          | AP, Allenatori      | 12–0   | Vinto Orange |
| 1989                        | Dennis Erickson        | AP, Allenatori      | 11–1   | Vinto Sugar  |
| 1991                        | Dennis Erickson        | AP                  | 12–0   | Vinto Orange |
| 2001                        | Larry Coker            | BCS, AP, Allenatori | 12–0   | Vinto Rose   |
| Totale titoli nazionali – 5 |                        |                     |        |              |

## Premi individuali

### Vincitori dell'Heisman Trophy
| Anno | Nome             | Ruolo |
| 1986 | Vinny Testaverde | QB    |
| 1992 | Gino Torretta    | QB    |

### Membri della College Football Hall of Fame
Dieci giocatori e allenatori di Miami sono stati inseriti nella College Football Hall of Fame:
| \| Nome \| Ruolo \| Anni \| Induzione \| \| ---------------------------- \| ------------------------------------------------------------------- \| -------------- \| --------- \| \| Jack Harding \| Allenatore \| 1937–42, 45–47 \| 1980 \| \| Andy Gustafson \| Allenatore \| 1948–63 \| 1985 \| \| Ted Hendricks \| Defensive end \| 1966–68 \| 1987 \| \| Don Bosseler \| Fullback \| 1953–56 \| 1990 \| \| Don James \| Quarterback (indotto anche come allenatore all'Univ. di Washington) \| 1951–53 \| 1997 \| \| Bennie Blades \| Safety \| 1984–87 \| 2006 \| \| Arnold Tucker \| Quarterback (anche con Army) \| 1943–46 \| 2008 \| \| Gino Torretta \| Quarterback \| 1989–92 \| 2009 \| \| Russell Maryland \| Defensive Tackle \| 1987–90 \| 2011 \| \| Vinny Testaverde \| Quarterback \| 1983-1986 \| 2013[3] \| \| Totale Hall of Famer – 10[3] \| \| \| \| Inoltre, Jim Otto, Jim Kelly, Cortez Kennedy, Warren Sapp e Michael Irvin sono stati inseriti nella Pro Football Hall of Fame senza essere stati indotti nella College Football Hall of Fame. |                                                                     |                |           |

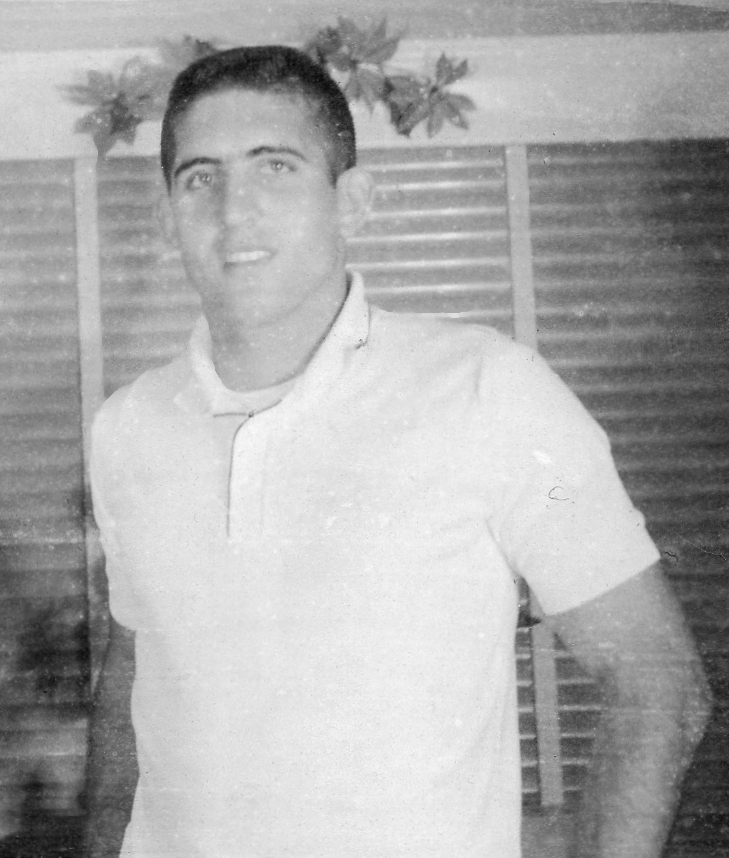
George Mira.

| Nome | Ruolo                                                               | Anni           | Induzione |
| Jack Harding | Allenatore                                                          | 1937–42, 45–47 | 1980      |
| Andy Gustafson | Allenatore                                                          | 1948–63        | 1985      |
| Ted Hendricks | Defensive end                                                       | 1966–68        | 1987      |
| Don Bosseler | Fullback                                                            | 1953–56        | 1990      |
| Don James | Quarterback (indotto anche come allenatore all'Univ. di Washington) | 1951–53        | 1997      |
| Bennie Blades | Safety                                                              | 1984–87        | 2006      |
| Arnold Tucker | Quarterback (anche con Army)                                        | 1943–46        | 2008      |
| Gino Torretta | Quarterback                                                         | 1989–92        | 2009      |
| Russell Maryland | Defensive Tackle                                                    | 1987–90        | 2011      |
| Vinny Testaverde | Quarterback                                                         | 1983-1986      | 2013      |
| Totale Hall of Famer – 10 |                                                                     |                |           |

### Numeri ritirati
| Numeri ritirati dai Miami Hurricanes |                  |      |         |
| N.                                   | Giocatore        | Pos. | Anni    |
| 10                                   | George Mira      | QB   | 1961-63 |
| 14                                   | Vinny Testaverde | QB   | 1982-86 |
| 42                                   | Jim Dooley       | HB   | 1949-51 |
| 89                                   | Ted Hendricks    | DE   | 1966-68 |
| 13                                   | Gino Torretta    | QB   | 1989-92 |